# Kolokwializm
Kolokwializm (z łac. colloquium „rozmowa” od colloqui „rozmawiać”, col- „współ-” i loqui „mówić”), potocyzm – wyraz, wyrażenie lub forma składni – stosowane wyłącznie w języku potocznym, zwykle w mowie, w życiu codziennym, a jednocześnie w sytuacji, gdy nie ma wymogu dbałości o zgodność przekazu z wyższymi rejestrami języka (językiem starannym czy wyspecjalizowanym).
Kolokwializmy można odróżnić od slangu, który bywa właściwy dla pewnego środowiska i często jest silnie nacechowany emocjonalnie. Kolokwializmy są dopuszczalne w większym spektrum sytuacji społecznych i znane szerszej grupie użytkowników języka. W języku polskim przymiotnik „kolokwialny” jest odbierany bardziej negatywnie niż określenie „potoczny”; w większym stopniu kojarzy się z niedbałym sposobem wypowiedzi. Kolokwializmy to niekiedy środki na pograniczu języka standardowego i innych odmian języka (elementy profesjonalne i regionalne, czasami również pochodzenia dialektalnego lub slangowego).
W ramach kolokwializmów silnie reprezentowane są partykuły, wykrzykniki, wyrażenia kontaktowe (fatyczne), wypełniacze (tzw. słowa pasożyty).
Zastosowanie kolokwializmu w innej niż potoczna formie wypowiedzi stanowi uchybienie stylistyczne. Potocyzmem można, co prawda, posłużyć się w celu szczególnym, np. dla stylizacji środowiskowej czy ekspresji artystycznej, jednak nawet wtedy powód jego użycia musi być dla odbiorcy łatwo rozpoznawalny.
W literaturze pięknej używanie kolokwializmów ma miejsce niezbyt często, za to zawsze w sytuacjach jednoznacznych (aby autor nie został posądzony o brak warsztatu). Poeta Miron Białoszewski uczynił stosowanie kolokwializmów jedną z cech charakterystycznych swojej twórczości.
Kolokwializmy są typowym elementem tekstów w takich rodzajach muzyki, jak punk czy rap oraz disco polo, a także ska.